# Curie (U-Boot)
Die Curie (Q 87) war ein Unterseeboot der Brumaire-Klasse der französischen Marine. Sie lief als dreizehntes von 16 Booten der Klasse vom Stapel. Benannt war sie nach dem Physiker Pierre Curie (1859–1906). Es sank am 20. Dezember 1914 bei einem Angriff auf den Kriegshafen Pola, wurde von der K.u.k Kriegsmarine gehoben, am 7. Februar 1915 in U 14 umbenannt und am 1. Juni 1915 offiziell in den Dienst der österreichisch-ungarischen Kriegsmarine gestellt. Das Boot wurde bei Kriegsende wieder an Frankreich ausgeliefert.

## Bau und technische Daten
Die Kiellegung des Boots erfolgte am 17. Juli 1909 im Marinearsenal von Toulon, der Stapellauf am 18. Juli 1912. Das Boot war 52,15 m lang und 5,42 m breit und hatte bei Überwasserfahrt 3,19 m Tiefgang. Die Wasserverdrängung betrug 398 t über Wasser und 551 t unter Wasser. Zwei Sechszylinder-Viertakt-Schiffsdieselmotoren von MAN (gefertigt unter Lizenz von der Société des Moteurs Sabathé in Saint-Étienne) mit einer Gesamtleistung von 840 PS (618 kW) ermöglichten über zwei Schrauben eine Höchstgeschwindigkeit über Wasser von 13,5 kn; zwei Elektromotoren von der Compagnie Générale Électrique in Nancy mit zusammen 660 PS (485 kW) erlaubten bis zu 8,8 kn bei Unterwasserfahrt. Die Reichweite betrug aufgetaucht 1700 sm bei 10 kn Marschgeschwindigkeit, unter Wasser 84 sm bei 5 kn Marschgeschwindigkeit. Die getestete Tauchtiefe betrug 40 m.

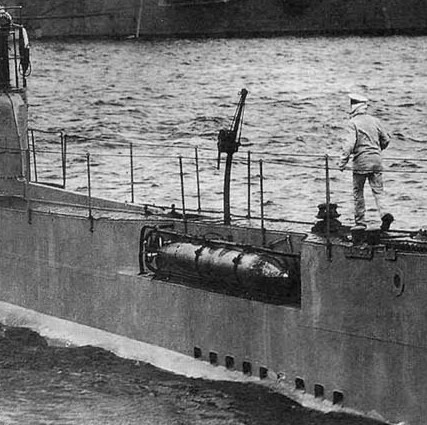
Torpedoaufhängung Typ Drzewiecki

Bewaffnet war das Boot neben einer 4,7 cm Kanone mit acht 45-cm-Torpedos des Typs 1904. Sie befanden sich in einem Torpedorohr im Bug (mit einem Ersatz-Torpedo im Boot), zwei in Einzelaufhängungen beiderseits des Turms sowie vier in Einzelaufhängungen des Drzewiecki-Typs seitlich des Rumpfs. Die Besatzung bestand aus zwei Offizieren und 27 Mann.
Nach dem Umbau durch die k.u.k. Kriegsmarine blieb die Torpedobewaffnung unverändert. Ab Frühjahr 1918 wurden die achteren Schwenkrahmen durch fixe, nach achtern gerichtete Torpedorohre mit Ablaufschienen ersetzt. Die Kanone 3,7-cm-L/23 wurde ab Februar 1916 durch ein 8,8-cm-L/30 ersetzt.
Nach dem Umbau 1916 verfügte das Boot über 2× 6-Zylinder-Viertakt-Diesel mit jeweils 420 PS. Der Aktionsradius betrug 1.200 sm bei 12,2 kn über Wasser und 85 sm bei 4,5 kn unter Wasser.

## Einsatzgeschichte
Die Curie wurde am 28. Juni 1913 bei der französischen Marine in Dienst gestellt. Bei Beginn des Ersten Weltkriegs versuchte das U-Boot unter dem Kommando von Gabriel O'Byrne in den Hauptkriegshafen von Pola einzudringen und dort die k.u.k. Kriegsflotte anzugreifen, scheiterte aber an der Netzsperre und sank am 20. Dezember 1914.
Nachdem die k.u.k. Kriegsmarine das U-Boot gehoben und wieder instand gesetzt hatte, wurde es am 7. Februar 1915 in U 14 umbenannt und am 1. Juni 1915 offiziell in Dienst gestellt. Am 10. Juli lief S.M. U 14 unter Otto Zeidler zu ihrem ersten Einsatz aus. Bei einem solchen Einsatz wäre das Boot beinahe von einem anderen österreichischen U-Boot als feindlich versenkt worden. Vom 14. Oktober 1915 bis 13. Januar 1918 wurde das U-Boot von Georg Ludwig von Trapp befehligt, der zuvor mit dem U-Boot U 5 den französischen Panzerkreuzer Léon Gambetta und das italienische U-Boot Nereide versenkt hatte. Trapp versenkte mit U 14 elf Schiffe mit insgesamt 47,653 BRT, darunter am 29. August 1917 den zivilen italienischen Dampfer Milazzo.

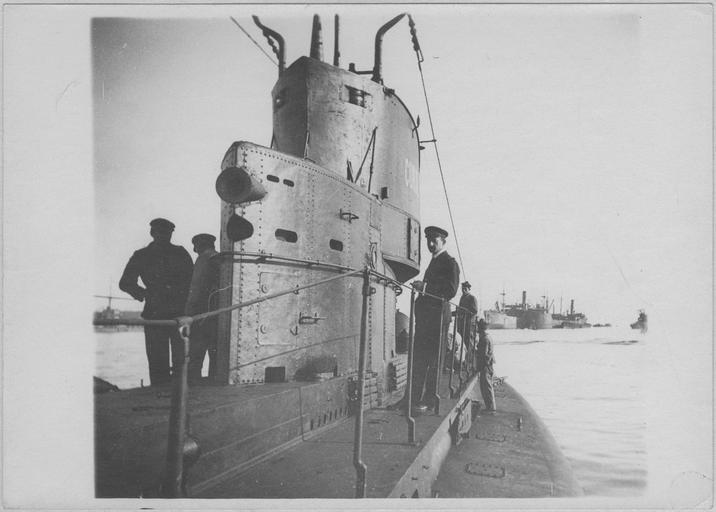
Die Rückgabe 1918

Ab 13. Januar 1918 stand S.M. U 14 unter dem Kommando von Friedrich Schlosser, ab 19. Juni 1918 bis 1. November 1918 unter dem von Hugo Pistel.
Nach dem Ende des Kriegs wurde das U-Boot am 24. Dezember 1918 wieder an Frankreich ausgeliefert. Die Curie wurde am 17. Juli 1919 wieder in Dienst der Marine nationale gestellt.
Das Boot wurde am 27. Februar 1928 außer Dienst gestellt und 1930 abgewrackt.